# Гринвелл, Гарри
Гарри Эдвард Гринвелл (англ. Harry Edward Greenwell; 9 декабря 1944, Луисвилл, штат Кентукки — 31 января 2013, Нью-Олбин, штат Айова) — американский серийный убийца и насильник, совершивший серию из изнасилований девушек и женщин и серию из как минимум 3 убийств в период с 21 февраля 1987 года по 1991 год на территории штатов Кентукки и Индиана. Настоящее количество жертв Гринвелла неизвестно, так как он был разоблачен В 2022 году, спустя 9 лет после своей смерти на основании ДНК-экспертизы. Так как более 30 лет с момента совершения преступления личность преступника была неизвестна, СМИ и полиция  дали ему прозвище «Убийца с автострады I-65» (англ. «I-65 killer»), так как Гарри Гринвелл совершал свои преступления недалеко от межштатной автомагистрали I-65. Также Гринвелл известен под прозвищем «Убийца из мотеля Day Inn» (англ. «Day inn killer»), так как ряд из преступлений он совершил на территории мотелей сети «Day Inn», расположенных на территории штата Индиана.

## Биография
О ранних годах жизни Гарри Гринвелла известно крайне мало. Известно, что Гринвелл родился 9 декабря 1944 года в городе Луисвилл (штат Кентукки) в семье Пола и Дороти Гринвелл. В начале 1960-х Гарри начал много времени проводить среди представителей маргинального слоя общества, имеющих низкий социальный статус и ведущих криминальная криминальный образ жизни, благодаря чему Гринвелл сам вскоре начал криминальную карьеру. Впервые Гарри был привлечен к уголовной ответственности в возрасте 18 лет. 17 января 1963 года он был арестован в Луисвилле по обвинению в совершении вооруженного ограбления. Он был осужден и получил в качестве уголовного наказания 2 года лишения свободы. Отбыв уголовное наказание, Гринвелл вышел на свободу в конце 1963 года, после чего вернулся в Луисвилл. 23 февраля 1965 года он был арестован на территории округа Джефферсон (штат Кентукки) по обвинению в совершении изнасилования и содомии девушки. Он был признан виновным и осужден, получив в качестве уголовного наказания 5 лет лишения свободы, после чего был этапирован в тюрьму «Kentucky State Penitentiary». В октябре 1969 года получив условно-досрочное освобождение Гарри Гринвелл вышел на свободу. После освобождения он женился и на протяжении последующих 12 лет не был замечен в совершении правонарушений.
В середине 1970-х он вместе с женой покинул территорию штата Кентукки и переехал на территорию округа Вернон (штат Висконсин). 28 апреля 1978 года жена Гринвелла погибла во время пожара, после чего Гарри вернулся обратно в Кентукки и нашел жилье на территории округа Генри, где встретил 39-летнюю мать-одиночку, которая вскоре стала его женой и родила ему сына. 17 июня 1982 года Гринвелл был арестован по обвинению в вооруженном ограблении на территории округа Вернон (штат Висконсин). Преступление было совершено на территории округа Алламаки, (штат Айова). После ареста он был экстрадирован на территорию штата Айова, где был помещен  в окружную тюрьму, откуда в течение нескольких недель совершил две попытки побега. Гринвелл намеревался покинуть территорию штата, но каждый раз после совершения побега его местонахождения становилось известным правоохранительным органам в течение нескольких часов и он был обратно возвращен в окружную тюрьму. 10 августа 1982 года Гринвелл был осужден. Он получил в качестве уголовного наказания 2 года лишения свободы. Гринвелл отбывал свое наказание в тюрьме «Anamosa State Penitentiary», откуда вышел на свободу 5 декабря 1983 года, получив условно-досрочное освобождение. Выйдя на свободу, Гринвелл вернулся обратно на территорию штата Висконсин, где проживал вместе со своей второй женой и сыном. В этот период его отношения с женой резко ухудшились, он пребывал в состоянии конфликта с ней, благодаря чему в июле 1986 года его вторая жена подала на развод.
9 марта 1989 года он был арестован полицией города Ла-Кросс ( штат Висконсин) за нарушение правил дорожного движения. Будучи привлеченным к административной ответственности, Гринвелл отделался выплатой штрафа, но уже через несколько дней снова был арестован за нарушение общественного порядка и попытку проникновения со взломом на территорию чужой частной собственности. На судебном процессе Гринвелл полностью признал свою вину и раскаялся в содеянном, благодаря чему получил во время оглашения приговора снисхождение. В апреле того же года он был условно осужден с установлением испытательного срока в виде 15 месяцев.  В 1993 году Гринвелл женился на Джули Дженкинс, в браке с которой он прожил вплоть до своей смерти. С 1980 года по 2010 год Гринвелл работал на «Канадской Тихоокеанской железной дороге», в разные годы занимая разные должности. В свободное от работы время он увлекался садоводством. Выращенную на своем земельном участке сельскохозяйственную продукцию Гринвелл продавал на местных рынках. Большинство из его друзей и знакомых того периода характеризовали его положительно. Его жена впоследствии заявляла о том, что он был способен легко впадать в раздражение, гнев, состояние вспыльчивости, однако Гарри не был замечен в проявлении агрессивного поведения по отношению к женщинам.
Последние годы жизни Гарри Гринвелл испытывал проблемы со здоровьем. В конце 2000-х у него были выявлены признаки злокачественной опухоли, от осложнений которой он умер 31 января 2013 года на территории города Нью Олбин (штат Айова).

## Разоблачение в серийных убийствах
Генри Гринвелл был идентифицирован в качестве серийного убийцы и насильника только лишь в начале 2022 года, спустя 9 лет после своей смерти. Он был идентифицирован  с помощью публичных сайтов генетической генеалогии, после того как  генотипический профиль преступника, выделенный из биологических следов, оставленных серийным убийцей на телах некоторых из жертв совпал с генотипическим профилем одного из его родственников. Об этом представители департамента полиции штата Индиана заявили СМИ на пресс-конференции в апреле 2022 года. Гринвелл был признан ответственным за совершение 3 убийств, сопряженных с сексуальным насилием и за совершение ряда изнасилований женщин. Все жертвы убийств и изнасилований работали в различных мотелях, расположенных вдоль межштатной автострады I-65 на территориях двух штатов США. Более 30 лет преступник, личность которого установить не удавалось - был известен под прозвищем «I-65 killer», благодаря чему Гринвелл после разоблачения также получил от СМИ это прозвище.
Первую жертву Гарри Гринвелл убил 21 февраля 1987 года. Ею стала 41-летняя Викки Хитт, мать двоих детей, которая работала клерком в мотеле под названием «Super 8», расположенном в городе Элизабеттаун, штат Кентукки. Тело женщины было обнаружено позади мотеля утром 21 февраля 1987 года. Женщина была изнасилована и застрелена с помощью пистолета 22-го калибра.
3 марта 1989 года Гринвелл совершил двойное убийство. Его жертвами стали 24-летняя Пегги Гилл и 34-летняя Джин Гилберт. Пегги Гилл работала клерком в мотеле под названием «Days Inn», расположенном в городе Меррилвилл, (штат Индиана). Гринвелл совершил на нее нападение в промежутке между 12:30 и 2:30 ночи 3 марта 1989 года, после чего отправился в город Ремингтон (штат Индиана), где в местном мотеле «Days Inn» совершил нападение на Джин Гилберт, в ходе которого изнасиловал ее и застрелил. Тело женщины Гарри Гринвелл погрузил в салон своего автомобиля, после чего выбросил труп убитой возле автомагистрали на территории округа Уайт, где оно было обнаружено рано утром тем же днем сразу после рассвета проезжавшим автомобилистом. Во время совершения преступлений Гринвелл похитил из кассовых аппаратов в мотелях 426 долларов.
В 1990 году Гарри Гринвелл совершил нападение на женщину, работавшую клерком в одном из мотелей, расположенном на территории города Колумбус (штат Индиана). В ходе нападения, угрожая оружием Гринвелл изнасиловал жертву, после чего совершил попытку ее убийства, нанеся ей несколько ножевых ранений, но женщина оказала преступнику яростное сопротивление и сумела сбежать. Впоследствии ей удалось выжить. На основании ее показаний полицией был составлен фоторобот преступника. Вплоть до разоблачения Гарри Гринвелла, «I-65 killer» полиция описывала его как мужчину, имевшего астеническое телосложение, рост около 180 см, находившегося на момент совершения преступления в возрасте около 45-50 лет и имевшего неопрятный внешний вид.
В ходе расследования полиция на основании криминалистическо-баллистической экспертизы установила, что во время совершения всех трех убийств был использован один и тот же пистолет 22-го калибра. Следователи сохранили с каждого места преступления множество улик , включая биологические следы преступника, из которых впоследствии была выделена ДНК, пули и гильзы, волосы и волокна одежды и других различных ковровых покрытий. Однако в последующие годы личность Гринвелла идентифицировать не удалось, благодаря чему уголовное дело было прекращено и были возобновлено лишь в 2008 году когда метод применения ДНК-технологии в расследовании нераскрытых дел в различных штатах США показал высокую эффективность. В 2010 году была проведена ДНК-экспертиза биологических следов, найденных на телах Пегги Хилл и Викки Хитт. На основании результатов экспертизы было подтвержден тот факт, что за совершение убийств и ряда изнасилований несет ответственность один и тот же человек. Очередной виток в расследовании серийных убийств случился В 2019 году, когда в Индианаполисе была сформирована целевая группа из агентов ФБР и специалистов-криминологов, все усилия которой были сосредоточены на использовании генетической генеалогии для идентификации серийного убийцы, после чего в конечном итоге Гарри Гринвелл был разоблачен.